# مهار
مهار (به انگلیسی: Containment) یک فیلم در ژانر ترسناک، تخیلیو مهیج است. این فیلم با کارگردانی نیل مک انری وست و نویسندگی دیوید لمون است.

## خلاصه داستان
افراد ساکن در یک آپارتمان یک روز صبح از خواب بیدار شده و متوجه می‌شوند که درون ساختمانی حبس شده‌اند. برق، آب و امکان برقراری ارتباط با دنیای خارج را از دست داده اند.حالا همه در تلاش برای نجات از این ساختمان  هستند.